# Бан (река)
Бан (енгл. River Bann) је река у Уједињеном Краљевству, у Северној Ирској. Дуга је 122 km. Улива се у Атлантски океан. 